# Quemperven
Quemperven (bret. Kemperven) – miejscowość i gmina we Francji, w regionie Bretania, w departamencie Côtes-d’Armor.
Według danych na rok 1990 gminę zamieszkiwało 350 osób, a gęstość zaludnienia wynosiła 46 osób/km² (wśród 1269 gmin Bretanii Quemperven plasuje się na 919. miejscu pod względem liczby ludności, natomiast pod względem powierzchni na miejscu 925.).